# Una ghianda è per sempre
Una ghianda è per sempre (No Time For Nuts) è un cortometraggio del 2006, prodotto dalla Blue Sky Studios e distribuito dalla 20th Century Fox Animation, con protagonista Scrat de L'era glaciale. Originariamente pubblicato come bonus nel DVD de L'era glaciale 2: Il disgelo, è stato candidato per un Oscar nella categoria "cortometraggi animati" nel 2007; ha anche vinto un "miglior cortometraggio animato" agli Annie Awards.
Una versione 4-D del cortometraggio si trova in parchi a tema e acquari selezionati; convertita in 3-D, ha scene extra e alternative che ne allungano la durata.

## Trama
Scrat, mentre cerca un posto tra i ghiacci per seppellire la sua ghianda, trova una piccola macchina del tempo; attivatala accidentalmente, essa fa sparire l'amato frutto, mandando l'animale su tutte le furie. Accanendosi contro il congegno, il piccolo scoiattolo viene spedito nel medioevo, dove ritrova la ghianda incastrata sotto un masso; per cercare di prenderla, estrae una spada da una roccia (chiaro riferimento alla famosa leggenda inglese), azione che immediatamente lo vede oggetto di un accanito lancio di frecce. Riuscito a recuperare la ghianda e la macchina del tempo, scappa per rifugiarsi, inconsapevole, nella bocca di un cannone, il quale lo spedisce in aria proprio contro la pioggia di frecce; solo per un soffio attiva il congegno e a scampare al pericolo. Scrat si materializza, quindi, in un'arena nell'antica Roma.
Trascinato via quasi immediatamente da una biga, una volta liberatosi e ripresa la sua ghianda, la alza ostentandola con orgoglio; la folla esulta, ma solo perché sta per essere liberato un leone, che non divora Scrat solo perché questo riesce a riattivare la macchina del tempo. Lo scoiattolo atterra tra il ghiaccio, apparentemente nel suo tempo. È felicissimo, ma presto si accorge che il Titanic si sta avvicinando pericolosamente: capiamo, quindi, che si trova sull'iceberg del famoso disastro del 1912. La macchina del tempo viene di nuovo attivata, non prima che Scrat venga schiacciato dalla prua della nave, e l'animaletto viene catapultato al tempo del primo film de L'era glaciale (Manny, Sid, Diego e Roshan si vedono sullo sfondo), dove incontra il sé stesso del passato.
Lo scontro a causa della ghianda è inevitabile, fino almeno a quando questa non viene nuovamente spedita nel tempo. Lo Scrat del passato, calciando il congegno, spedisce la controparte del futuro in una raffica di luoghi diversi e quasi tutti pericolosi. Frustrato, lo scoiattolo colpisce con forza e nervosismo la macchina che lo porta in quello che sembra essere il "flusso del tempo"; afferrata l'amata ghianda appena in tempo, Scrat viene risucchiato in un buco spazio-temporale e si ritrova nel futuro, ai piedi un'enorme quercia. Felicissimo alla vista di così tante ghiande, getta via la sua, andando a colpire la macchina del tempo; prima che questa possa agire, Scrat la distrugge, almeno apparentemente, così da poter correre sereno sui rami del grande albero.
Tuttavia scopre che le ghiande e l'albero sono finti e che nel futuro le ghiande e gli alberi non esistono più, quindi cerca di tornare dalla sua ghianda ma, prima di rompersi del tutto, la macchina del tempo spedisce la ghianda indietro nel tempo mentre Scrat comincia ad urlare in frustrazione essendo apparentemente bloccato in un futuro senza ghiande.

## Doppiatori
| Personaggio | Doppiatore originale | Doppiatore italiano |
| ----------- | -------------------- | ------------------- |
| Scrat       | Chris Wedge          | Chris Wedge         |

## Premi

### Vinto
- 2006: Annie Award - Miglior cortometraggio animato

### Candidature
- 2007: Academy Award - Miglior cortometraggio animato

## Versione 4-D
Scrat stava inseguendo la sua ghianda lungo un pendio, rotolando come una palla di neve, e quando finalmente riuscì a raggiungere la ghianda e vede Sid che parlava di viaggi nel tempo con Manny e Diego.
Dopo la prima parte degli eventi principali, si ritrova nel mondo dei dinosauri, dove gli si tende un'imboscata dai dinosauri. Scrat è stato in grado di liberarsi dall'essere catturato da tre Harpactognathus, ma proprio come è stato mangiato da un tirannosauro, la macchina del tempo ha teletrasportato la ghianda e Scrat insieme in uno scheletro di dinosauro all'interno di un museo. Lì, Scrat vide le ossa di sé stesso e la ghianda e una scena de L'era glaciale con Manny, Diego e Sid. Scrat ha gettato le ossa al vetro cercando di romperlo, uno di loro ha colpito la macchina del tempo, e Scrat si imbatte in Manny nell'introduzione del primo film de L'era glaciale. Lì, incontra il suo sé stesso del passato. Passato e presente hanno combattuto fino a quando Sid non è stato distratto dalla ghianda, la macchina del tempo lo ha teletrasportato e Scrat in una sala da ballo, dove Sid balla con Scrat, quindi si sono trovati nella costruzione della grande muraglia cinese. Scrat cerca di far uscire la ghianda dalla bocca di Sid, quando Sid, che è troppo impegnato a ballare, fa cadere un cestino su Scrat.
Scrat è tornato al primo film de L'era glaciale in cui il presente originale e il passato Scrat combattevano per la ghianda. Il combattimento si interrompe, causando il fatto originale che la macchina del tempo teletrasporti la ghianda altrove. L'attuale presente Scrat è in grado di scappare con la macchina del tempo dal presente e dal passato originale, che si scontrarono l'un l'altro, in una raffica di luoghi diversi e pericolosi. Il resto degli eventi principali continua.